# D'amore di morte e di altre sciocchezze
D'amore di morte e di altre sciocchezze è il diciassettesimo album di Francesco Guccini.

## Descrizione
L'album, dedicato a "Victor" (Victor Sogliani, bassista del gruppo Equipe 84 con cui Guccini aveva suonato nel gruppo I Gatti) e a Bonvi (il noto fumettista, creatore di Sturmtruppen), entrambi amici di Guccini scomparsi poco prima dell'uscita del disco, contiene 9 brani, tre dei quali sono stati pubblicati come singoli promozionali per le radio: Lettera, Quattro Stracci e Cirano.
Nella copertina c'è una foto di Guccini serio con, sullo sfondo, alcuni manifesti con la sua foto riprodotta anche sull'album Via Paolo Fabbri 43.

## Tracce
Testi e musiche di Francesco Guccini dove non altrimenti indicato.
1. Lettera – 4:22
2. Vorrei – 5:20
3. Quattro stracci – 4:10
4. Stelle – 5:42
5. Canzone delle colombe e del fiore – 4:44
6. Il caduto – 5:36 (musica: Juan Carlos Biondini)
7. Cirano – 6:40 (testo: Beppe Dati, Francesco Guccini[3] – musica: Giancarlo Bigazzi)
8. Il matto – 2:58 (musica: Ares Tavolazzi)
9. I fichi – 9:55

Durata totale: 49:27

## Brani
Lettera è una ballata un po' rock che anticipa i temi trattati nell'album, l'amore, la morte e le sciocchezze della vita (come dice il titolo dell'album). Il testo della canzone riporta immagini e impressioni della vita e alla fine diventa più angoscioso e triste, ma ciò è dovuto al fatto che l'autore aveva appena perso due amici importanti.
L'album non è, però, intriso di rassegnazione e tristezza, anzi, scorre tranquillo e gioioso fino all'ultima traccia che ricorda un po' la frivolezza di Opera buffa. La gioia e l'entusiasmo dell'innamoramento è, infatti, il tema di Vorrei, dedicata alla nuova compagna, Raffaella.
Quattro stracci è una ballata folk-rock autobiografica che parla dell'amore per Angela (la madre dell'unica figlia di Guccini, Teresa, a cui il cantautore aveva già dedicato nel disco precedente Farewell), un amore ormai finito, secondo la canzone, a causa della troppa distanza tra la schiettezza dell'autore e certe superficialità fintamente intellettuali della donna un tempo amata.
Un tema tipicamente gucciniano è quello di Stelle, in cui l'incanto davanti al cielo stellato è turbato dal senso della piccolezza dell'uomo che ci si perde dentro l'infinità del cielo.
Altra canzone d'amore nell'album è la Canzone delle colombe e del fiore, traccia che precede Il caduto dove ritorna il tema della morte, infatti, il brano è il lamento postumo di un montanaro che si duole di essere sepolto in un'anonima pianura da dove non si vede il profilo di un monte e dove perfino la neve è diversa da quella che lui ha conosciuto.
Il brano Cirano è una canzone d'amore e rappresenta anche una cruda e impietosa invettiva contro il mondo di quelli «con il naso corto», il solito gregge amorfo e conformista. Chiaramente ispirato all'opera teatrale Cyrano de Bergerac di Edmond Rostand, Guccini come spesso fa, parte da un'ispirazione letteraria del passato per parlare della modernità. Cirano rimane da solo, ma l'amore per Rossana saprà vincere anche la sua apparente durezza e cattiveria.
Con Il matto l'atmosfera si fa più scanzonata e si arriva a I fichi registrata live, al contrario di tutto il disco. Questa canzone è un autentico pezzo da cabaret spassoso e scanzonato, che si rifà al "talking" che aveva contraddistinto il suo album Opera buffa, in una sorta di ideale appendice. Si ispira in realtà alla canzone I crauti di Mario Pogliotti. I crauti è rimasta famosa anche per l'interpretazione di Monica Vitti in una puntata di Canzonissima nel 1972. I fichi risale al 1976 (fu eseguita in quell'anno da Guccini in televisione a Televacca, un programma di Roberto Benigni), e il suo testo non è riportato nel libretto dell'album.

## Formazione
- Francesco Guccini – voce
- Ares Tavolazzi – contrabbasso, basso
- Ellade Bandini – batteria, percussioni
- Vince Tempera – pianoforte, tastiera
- Juan Carlos Biondini – chitarra
- Lele Chiodi – seconda voce in Canzone delle colombe e del fiore
- Roberto Manuzzi – sassofono baritono, armonica, tastiera
- Antonio Marangolo – sassofono tenore, sassofono soprano
- Coro Stelutis di Bologna diretto da Giorgio Vacchi ne Il caduto

## Classifiche
| Classifica (1996) | Posizione massima |
| ----------------- | ----------------- |
| Italia            | 1                 |

## Cover
Nel 2019  viene pubblicato l’album Note di viaggio - Capitolo 1: venite avanti... dove vari artisti italiani interpretano alcuni brani di Guccini; Vorrei viene interpretata da Brunori Sas, Quattro Stracci viene interpretata da Francesco Gabbani.
Nel 2021 il brano Cirano è stato reinterpretato da Irama durante il Festival di Sanremo nella serata dedicata alle cover.